# 靈活式校舍

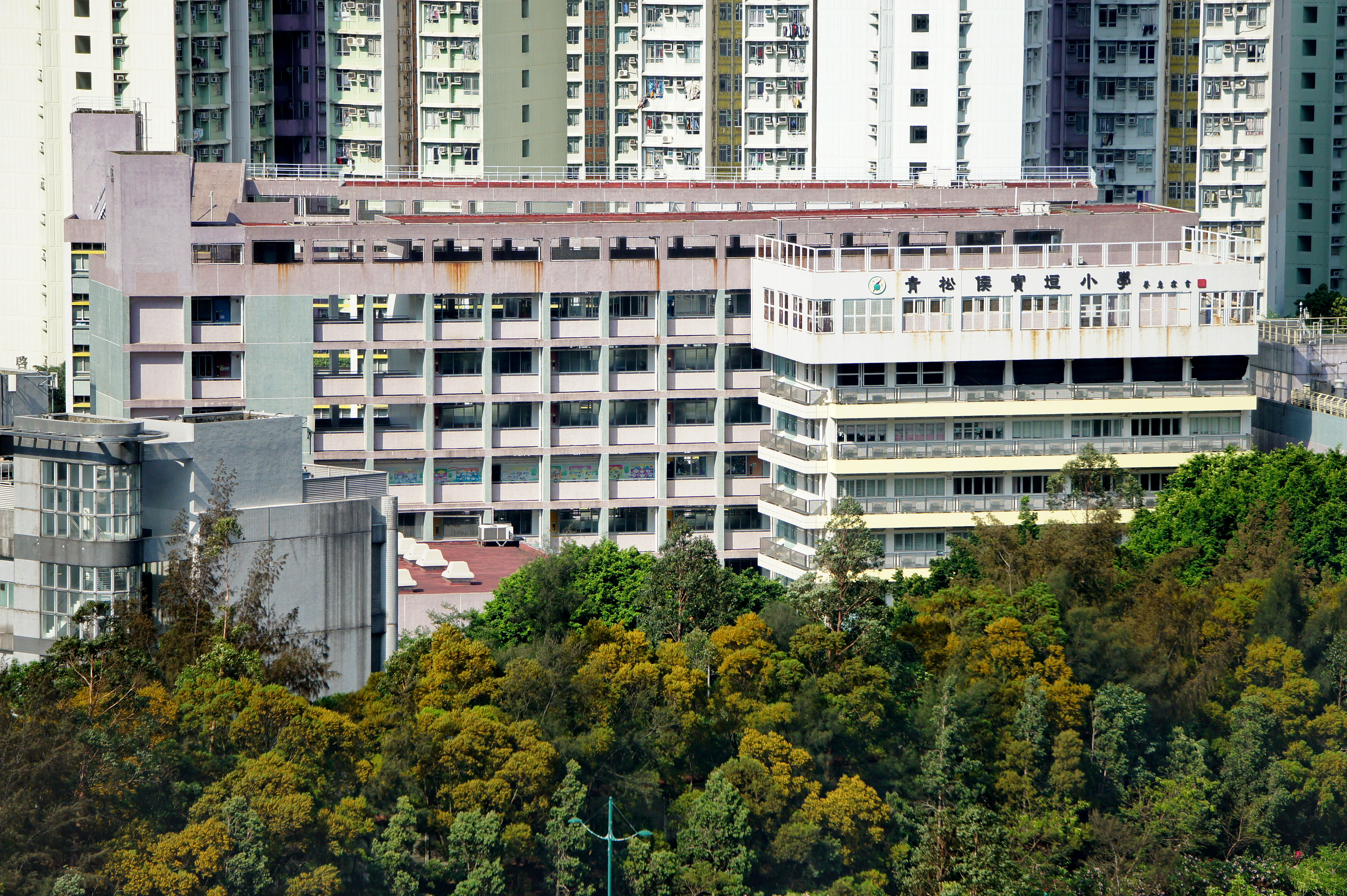
全港最後一批1988年小學版本靈活式校舍——青松侯寶垣小學

靈活式校舍（英語：Flexi-school），為香港的第三代標準校舍設計，於1990年至2000年間落成。相對1980年代的標準校舍設計，靈活式校舍具有更大的互換性，以適應香港新市鎮人口結構的改變。而在1995年制訂的第二代靈活式校舍設計，更為日後千禧校舍的出現鋪平道路。

## 歷史

### 出現

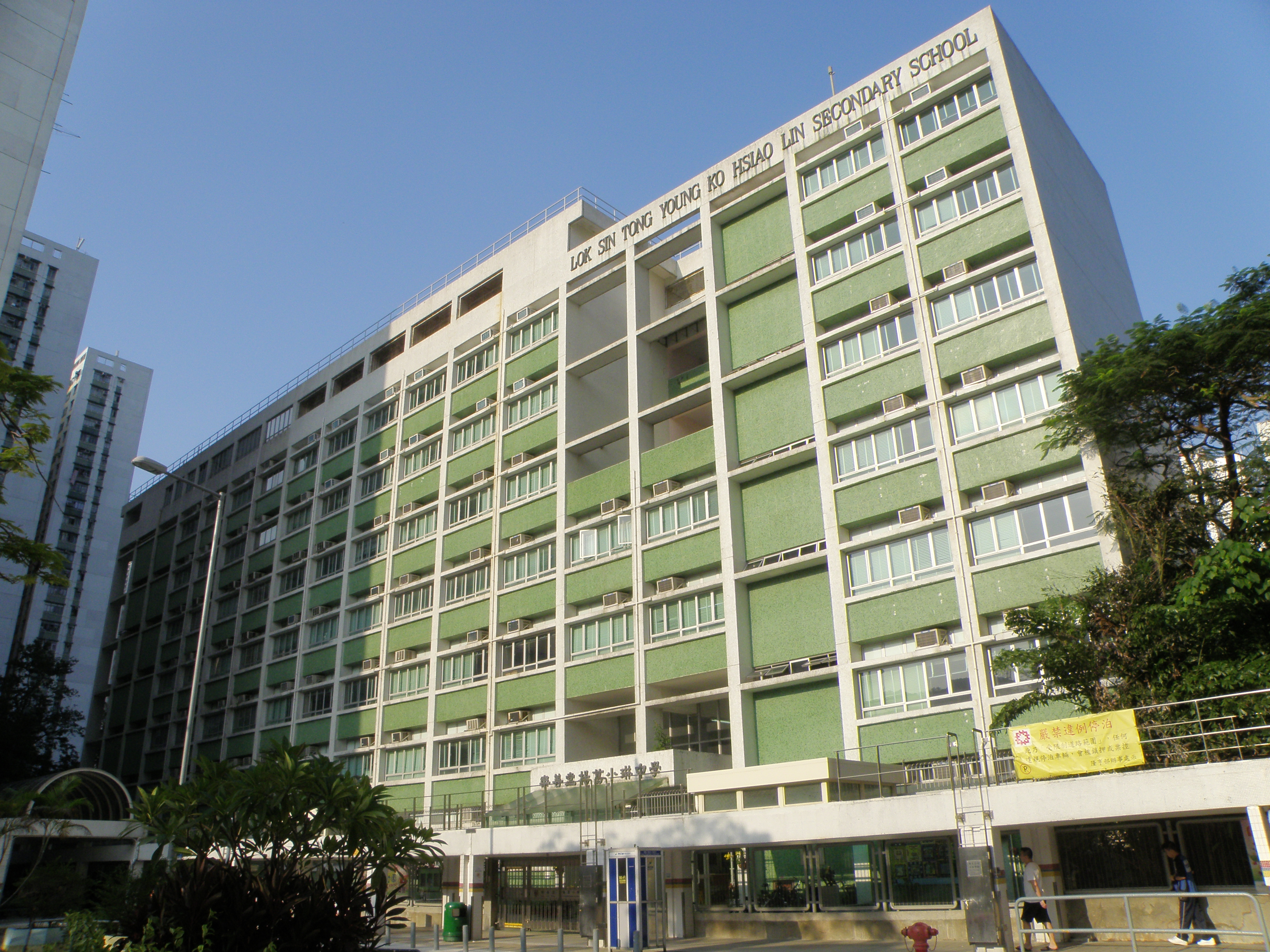
全港首批靈活式校舍之一——樂善堂楊葛小琳中學

於1980年代，由於標準校舍設計明確地分為中、小學兩種，難以因應人口結構改變而更改用途，因此曾出現校舍錯配（例如在小學學額需求暴增的屯門區，曾經有一間中學需要暫時兼辦小一至小六；此外，亦有兩間過剩的中學校舍改作小學，成為猛獁校）的情況。為了解決上述問題，建築署及其前身「建築拓展署」，於1983年起研究設計新款標準校舍，至1988年正式發表，名為「靈活式校舍」。此等校舍的最大特色在於互換性，即中、小學版本的同款校舍設計相對較為統一，分別在於特別室翼，中學版本校舍設樓高7層連地下雨天操場的特別室翼、而極少部份小學版本校舍則設樓高3層連地下雨天操場的特別室翼；絕大多數小學版本校舍則只於原特別室翼位置設雨天操場。若中學學額增加，小學版本校舍可於短時間內，以低成本增加特別室翼樓層，成為中學版本校舍。
首批同款中學校舍是建於沙田隆亨邨的博愛醫院陳楷紀念中學，以及樂善堂楊葛小琳中學（當中前者為樣辦樓宇），於1988年12月中招標興建，並在兩個月後動工，至1990年建成；而首座同款小學校舍是位於沙田石門的路德會梁鉅鏐小學（用作重置油塘聖腓力學校），於1988年12月尾招標興建，1989年3月動工，同樣於1990年啟用。建築署後來規定，1989年8月起，除博康邨及天耀邨的全連環型校舍，以及部份屋邨的標準小學校舍外，所有新批出校舍地皮均須採用新設計；博康邨的校舍因地皮容積問題，非用舊款校舍不可；至於天耀邨的校舍則早於1989年初展開地基工程，因此照樣興建舊款校舍；另外，部份屋邨因興建小學用地太小，因此只能繼續興建舊款校舍。

### 改進

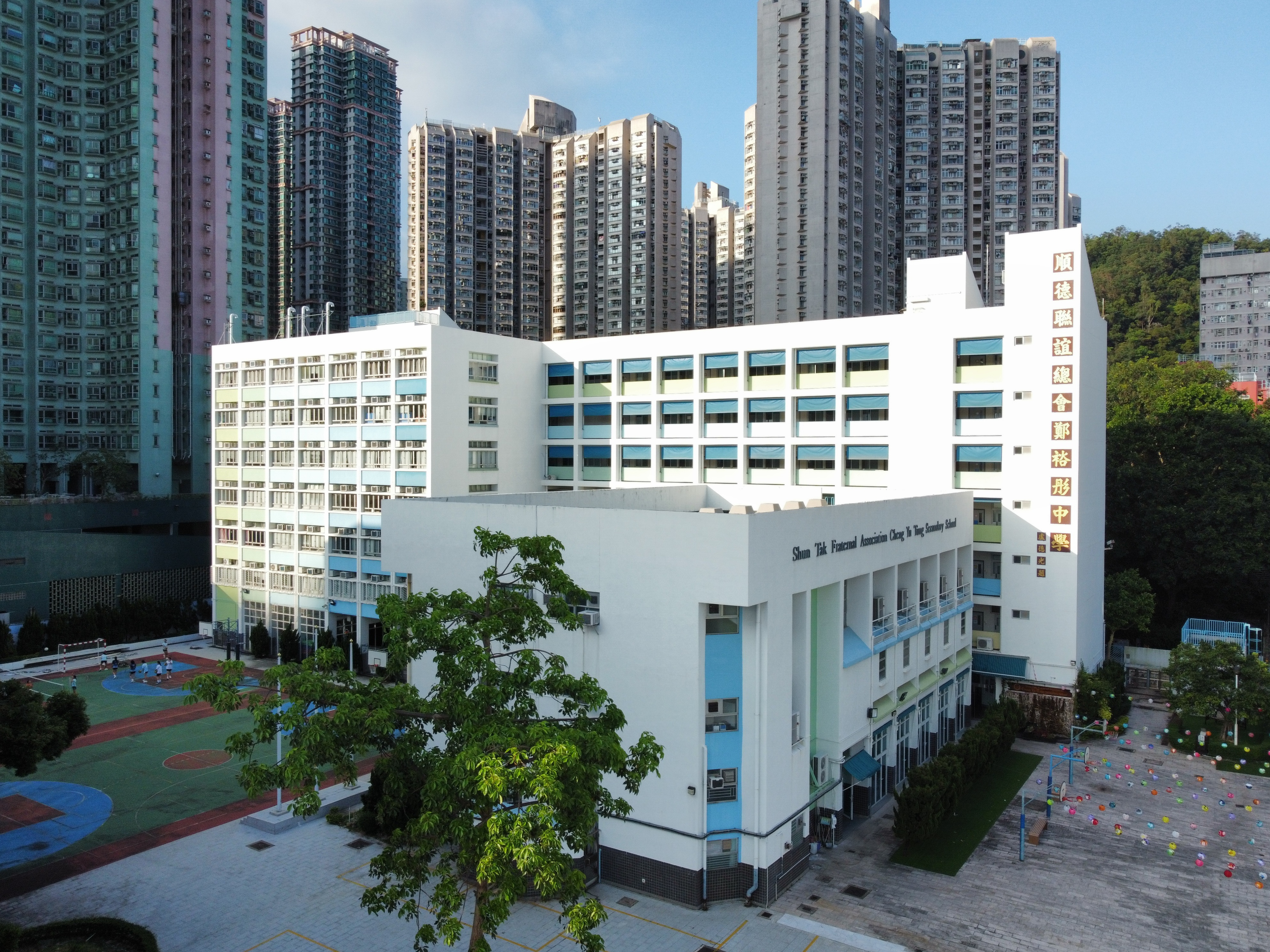
首座第二代靈活式校舍——順德聯誼總會鄭裕彤中學

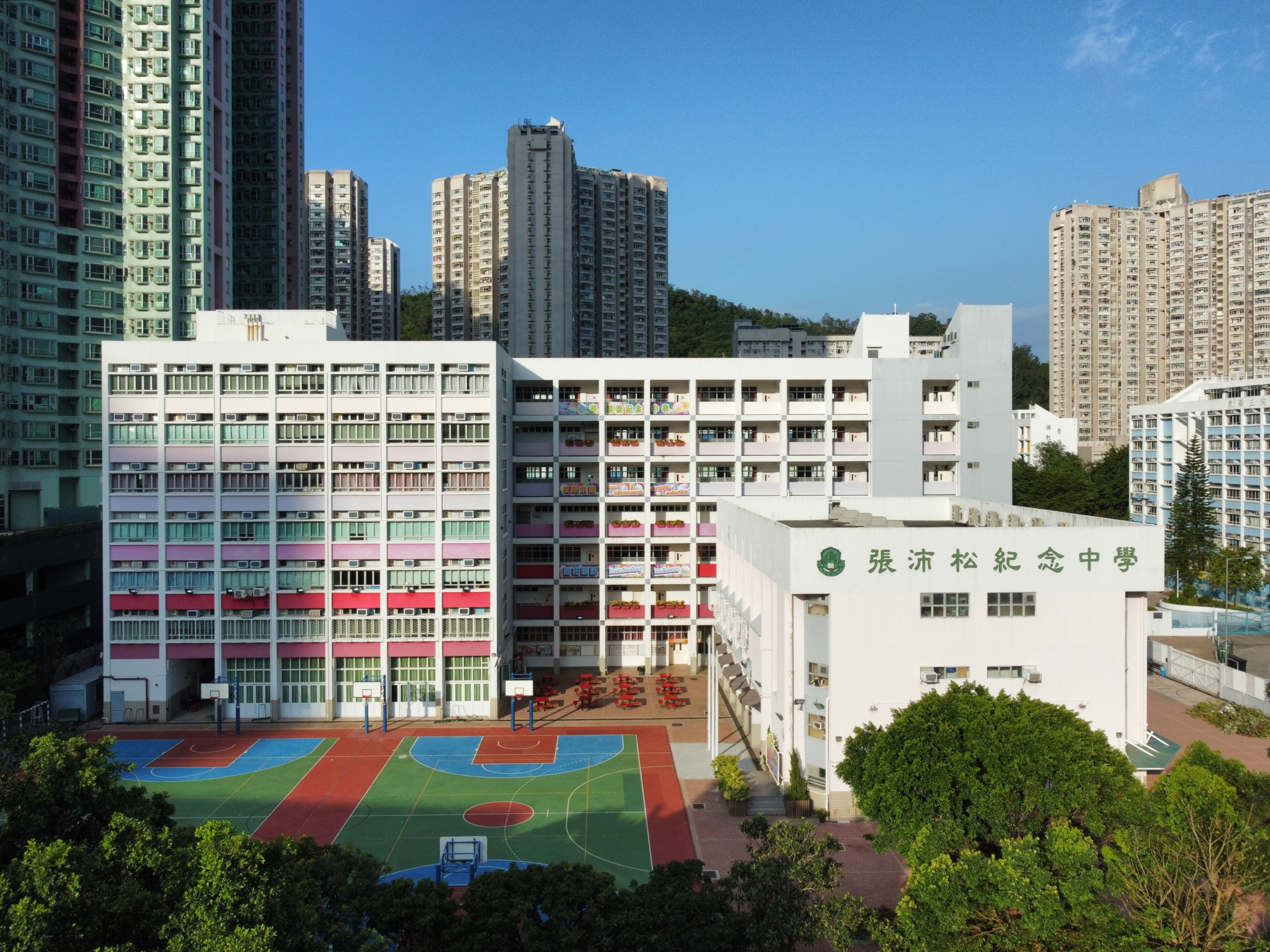
第二座第二代靈活式校舍——威靈頓教育機構張沛松紀念中學

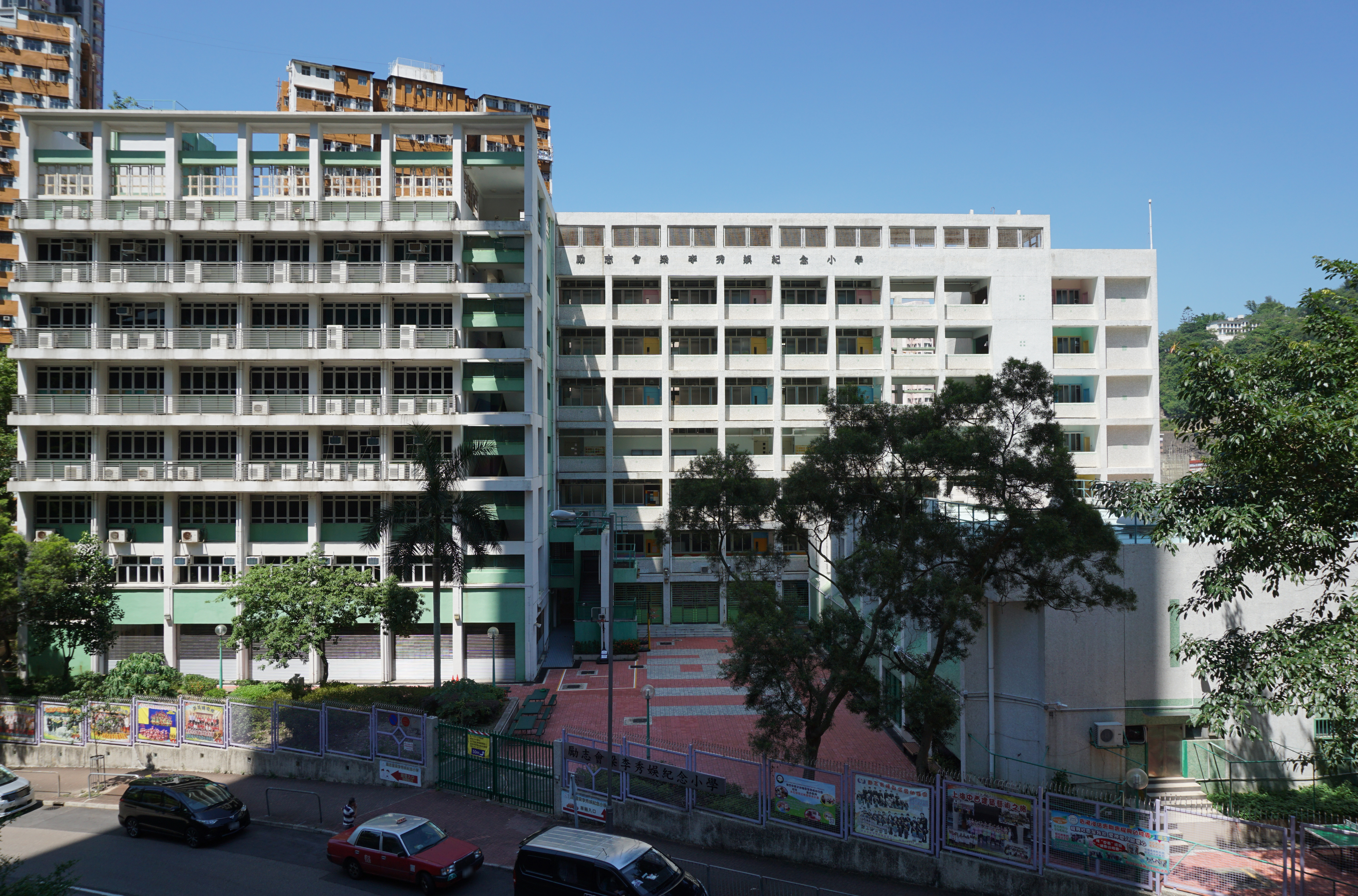
一座典型的1988年小學版本靈活式校舍——勵志會梁李秀娛紀念小學

由於1988年版本的靈活式校舍並未設有升降機，加上不設獨立的輔導室、會議室及師生休息室，不符合教育統籌委員會第五號報告書的標準。因此，政府於1995年為此等校舍的設計作出重大修訂，成為第二代的靈活式校舍。首批中學版本校舍是位於將軍澳的威靈頓教育機構張沛松紀念中學及順德聯誼總會鄭裕彤中學，於1995年12月招標，兩個月後動工，至1997年落成；而首批小學版本校舍則於1996年5月動工。至於最後一批中、小學的第一代靈活式校舍，均建於東涌富東邨，1997年8月才竣工。
而自1997年起，部份同類校舍亦開始採用預製組件、鋼棚架及金屬模板技術，並應用塔式起重機（俗稱「天秤」）興建，當中位於將軍澳市中心的五座中、小學校舍為先導項目。採用該等技術興建的第二代靈活式校舍，僅需三個月即可封頂，較既有方法快1.5個月（以每7日興建一層計）。由於採用塔式起重機興建校舍有助加快施工效率，此施工方式於後來某一部份的同類校舍、以至所有千禧及後千禧校舍獲廣泛應用；然而，以預製組件建校一直未獲得大規模應用，直至2020年代。
在千禧校舍標準公佈後，第二代靈活式校舍設計並未被即時淘汰，而是通過設計及工程範圍修正，以確保該等校舍可以追上千禧校舍的水平：首先，政府於1997年尾，同時發表了1998年版本的第二代靈活式校舍，中、小學版本校舍分別將主樓及特別室翼增至8層和5層（包括地下），以增加課室與特別室數目至千禧校舍水平，同時略為改動天台水缸設計；此外，一些在1997年時仍未動工、但已獲撥款的1995年版第二代靈活式校舍，則在興建時修改主樓或特別室翼，以及水缸的圖則至1998年版本，以加設電腦室、額外課室及教員室等設施。
直到2000年代上旬，多所不設特別室翼的小學版本第一代的靈活式校舍，亦陸續在雨天操場上方加建新翼。（如：李志達紀念學校、聖公會何澤芸小學及勵志會梁李秀娛紀念小學等）

### 淘汰

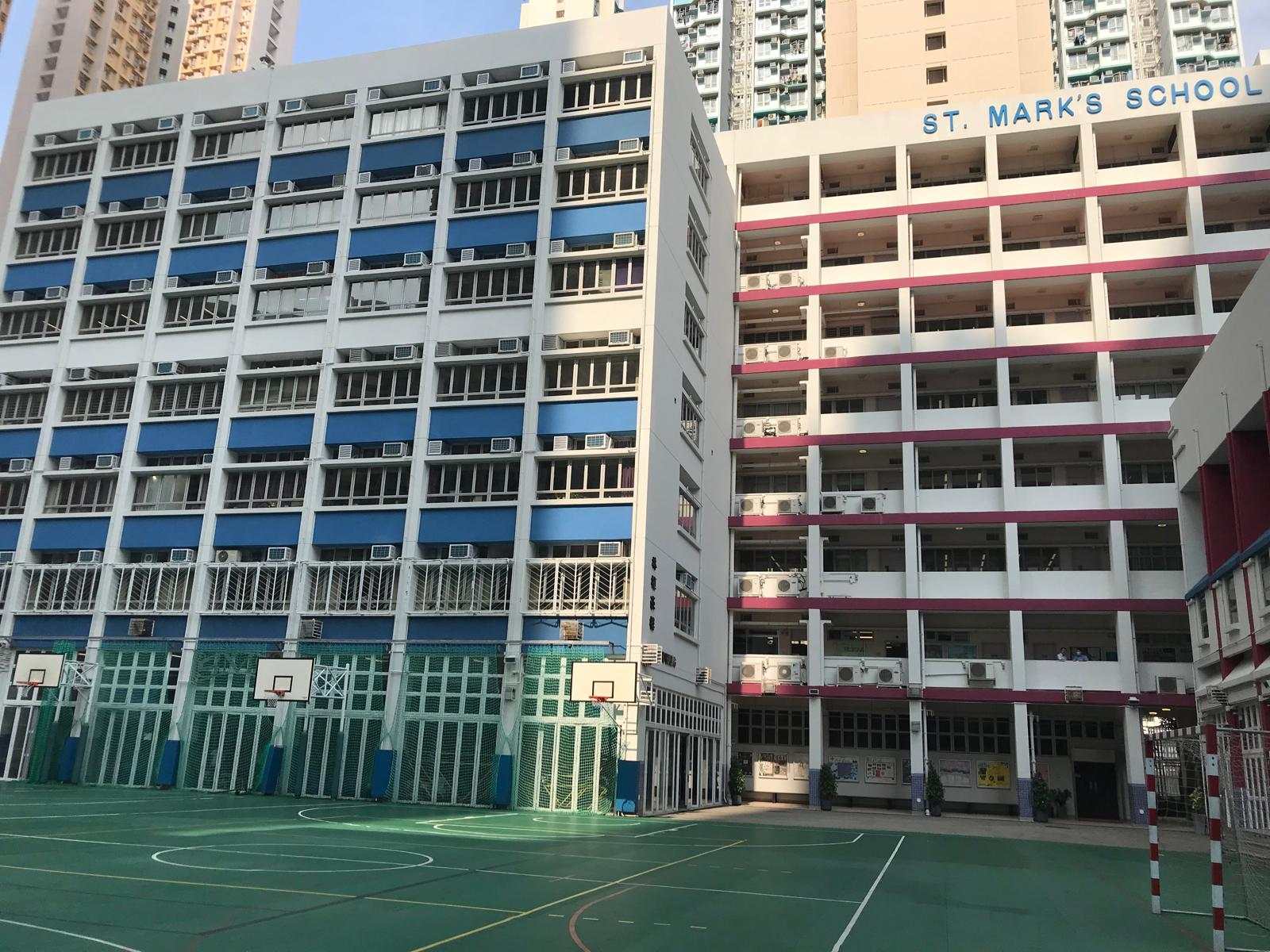
全港最後一座靈活式校舍——聖馬可中學，採用1998年版本設計，其主樓較1995年版的中學校舍增加一層

隨着學校設施標準不斷提高，加上教育科技的應用，政府在1997年尾再發表了千禧校舍設計，而設計更為美觀，並考慮了中、小學不同的需要。最後一批靈活式校舍已於1998年10月以前動工，並在1999年8月25日連同首批千禧校舍進行分配，其後興建的均是千禧校舍（包括一些已於立法局/立法會通過撥款，但無法趕及於1998年10月前動工的建校項目）。全港最後一座建成的同款校舍為聖馬可中學，於2000年12月竣工，翌年元旦交付；而最後一座啟用的是靈糧堂怡文中學，早於1999年竣工，但一直丟空到2002年才啟用。
在千禧校舍面世後，由於靈活式校舍主要於千禧年以前興建，因此又返稱為「平禧校舍」。

## 校舍建設標準

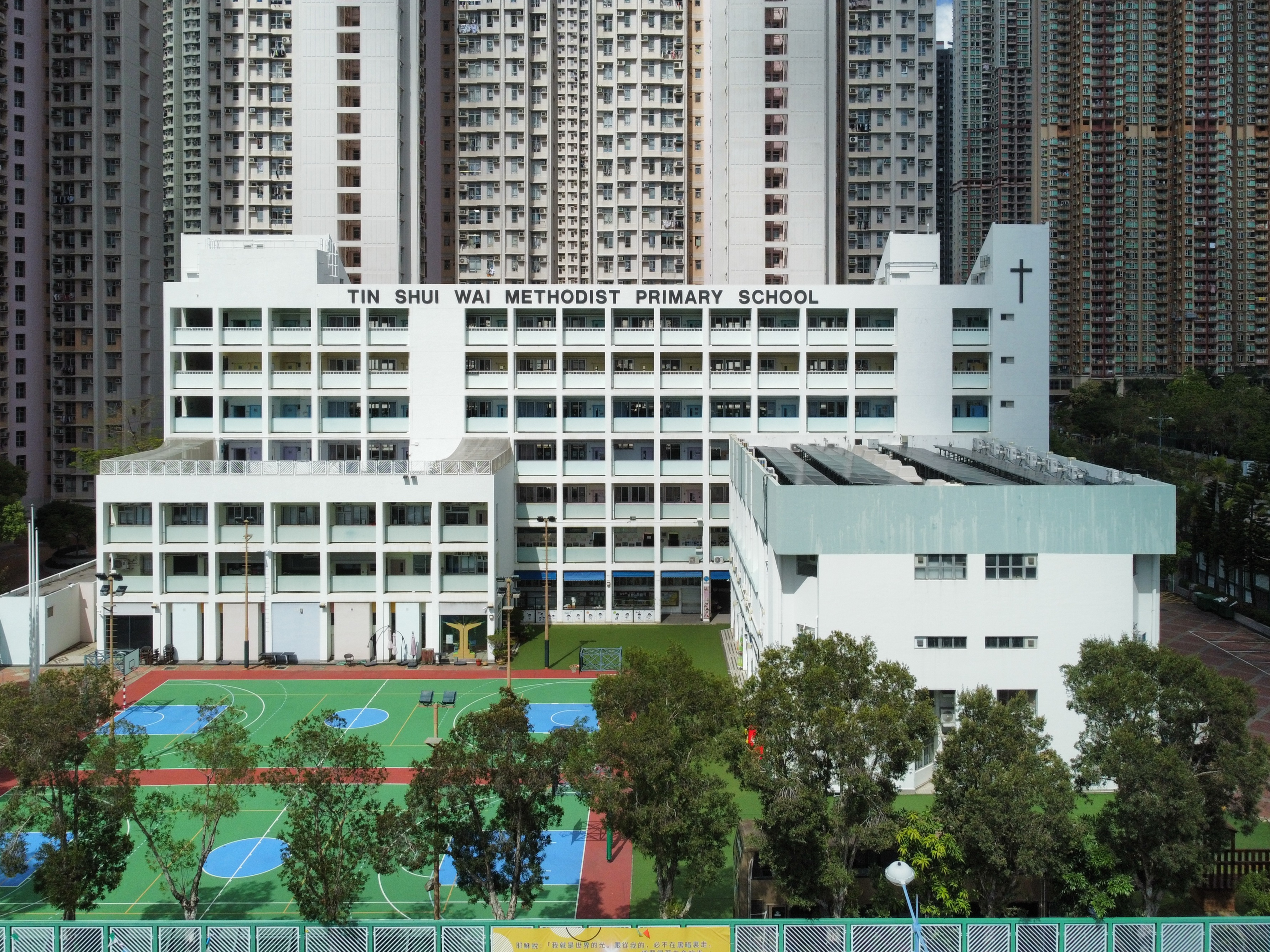
一座第二代小學靈活式校舍

靈活式校舍一般均設有30間課室（除1988及1995年版中學校舍，只設26間課室），並統一採用中學標準的禮堂。而在面積方面，小學及中學版本的第一代靈活式校舍，佔地均為約6,000平方米，而樓面面積分別為6,238及8,393平方米。在窗戶設計方面，第一代靈活式校舍原裝為5扇附鐵窗框的窗戶（中央的1扇為固定窗），而第二代靈活式校舍則恢復連環型校舍的6扇設計，但改用鋁窗框，並且取消了固定窗設計。同時也是首次在校舍設計時預留了冷氣安裝空間。
而在1995年發表的第二代靈活式校舍，雖然取消了7樓多用途空間（實際上是改設於禮堂地下），但小學及中學版本校舍的樓面面積，分別增加至7,484及9,397平方米，並加設了升降機。但是，由於建校計劃的時間表極為緊迫，因此第二代靈活式校舍在設計上仍然保持高度統一。
在地基設計方面，1995年版第二代中、小學靈活式校舍的參考設計分別為130支及110支撞擊式工字樁，而1998年改良版本則分別增加至138支及128支，但亦可以按照實際地質狀況而改變。及後，此標準大致上亦為後來的千禧校舍採納，但小學校舍樁柱數目減少。
設計理念上，靈活式校舍繼承了連環型中學校舍的理念，將禮堂及課室主樓呈L字型連繫；與此同時，每間課室容納的學生人數亦降至約30人。絕大多數同類校舍均為獨立式設計，但有4間中學在禮堂部份採用了連鎖式設計，構成兩組第一代版本校舍；而在第二代校舍面世後，則不再有連鎖式校舍出現。

## 註解
1. ↑  包括基督教神召會梁省德小學、黃埔宣道小學及葛量洪校友會黃埔學校
2. ↑  由於房委會公營房屋項目，一般都在較早階段完成設計凍結。因此，早於1994年動工的富東邨，無法改用最新版本的第二代靈活式校舍。
3. ↑  包括保良局馬錦明夫人章馥仙中學、香港教育工作者聯會黃楚標中學、寶安商會溫浩根小學及青松侯寶垣小學；當中，保良局馬錦明夫人章馥仙中學為全港最後一座展開上蓋工程的第一代靈活式校舍，於1996年10月才興建首層[13]
4. ↑  依施工次序為基督教宣道會宣基中學、仁濟醫院王華湘中學、博愛醫院八十週年鄧英喜中學、將軍澳天主教小學及保良局黃永樹小學
5. ↑  按照原有方案，1998年版小學靈活式校舍的主樓增至8層（不包括地下），當中新增的8樓劃作非教學用途[18]，但最終未有採用。